# Dark Woods
 (février 2022).
Si vous disposez d'ouvrages ou d'articles de référence ou si vous connaissez des sites web de qualité traitant du thème abordé ici, merci de compléter l'article en donnant les références utiles à sa vérifiabilité et en les liant à la section « Notes et références ».
À ne pas confondre avec Dark Woods, le film norvégien de 2003
À ne pas confondre avec Darkwood, le jeu vidéo
À ne pas confondre avec Darkwoods My Betrothed, le groupe de musique finlandais
 (février 2022).
La mise en forme du texte ne suit pas les recommandations de Wikipédia : il faut le « wikifier ».
Les points d'amélioration suivants sont les cas les plus fréquents. Le détail des points à revoir est peut-être précisé sur la page de discussion.
- Les titres sont pré-formatés par le logiciel. Ils ne sont ni en capitales, ni en gras.
- Le texte ne doit pas être écrit en capitales (les noms de famille non plus), ni en gras, ni en italique, ni en « petit »…
- Le gras n'est utilisé que pour surligner le titre de l'article dans l'introduction, une seule fois.
- L'italique est rarement utilisé : mots en langue étrangère, titres d'œuvres, noms de bateaux, etc.
- Les citations ne sont pas en italique mais en corps de texte normal. Elles sont entourées par des guillemets français : « et ».
- Les listes à puces sont à éviter, des paragraphes rédigés étant largement préférés. Les tableaux sont à réserver à la présentation de données structurées (résultats, etc.).
- Les appels de note de bas de page (petits chiffres en exposant, introduits par l'outil «  Source ») sont à placer entre la fin de phrase et le point final[comme ça].
- Les liens internes (vers d'autres articles de Wikipédia) sont à choisir avec parcimonie. Créez des liens vers des articles approfondissant le sujet. Les termes génériques sans rapport avec le sujet sont à éviter, ainsi que les répétitions de liens vers un même terme.
- Les liens externes sont à placer uniquement dans une section « Liens externes », à la fin de l'article. Ces liens sont à choisir avec parcimonie suivant les règles définies. Si un lien sert de source à l'article, son insertion dans le texte est à faire par les notes de bas de page.
- La présentation des références doit suivre les conventions bibliographiques. Il est recommandé d'utiliser les modèles {{Ouvrage}}, {{Chapitre}}, {{Article}}, {{Lien web}} et/ou {{Bibliographie}}. Le mode d'édition visuel peut mettre en forme automatiquement les références.
- Insérer une infobox (cadre d'informations à droite) n'est pas obligatoire pour parachever la mise en page.

Pour une aide détaillée, merci de consulter Aide:Wikification.
Si vous pensez que ces points ont été résolus, vous pouvez retirer ce bandeau et améliorer la mise en forme d'un autre article.
Dark Woods (titre original : Das Geheimnis des Totenwaldes, littéralement : Le secret de la forêt des morts) est une série télévisée policière allemande créée par Stefan Kolditz (de) et produite par Marc Conrad (de), Jan S. Kaiser et Maren Knieling.
Tournée à Hambourg et ses environs entre le 16 juillet 2019 et le 28 octobre 2019, la série est d'abord dévoilée le 30 septembre 2020 au Hamburg Film Festival, puis disponible en Allemagne dès le 25 novembre 2020 sur ARD Mediathek (de) avant d'être diffusée dès le 2 décembre 2020 sur Das Erste en 3 parties. Elle est ensuite rediffusée sur One dès le 29 mai 2021 et sur Sky Crime dès le 16 février 2022. Elle a également été diffusée notamment en Pologne sur Canal+ Polska en 2021. En Suisse, elle est diffusée depuis le 11 février 2022 sur  RTS Un et disponible en avant-première sur PlayRTS à la même période.

## Synopsis
Durant l'été 1989, Barbara disparaît sans laisser de traces de sa maison située près de la ville fictive de "Weesenburg". L’enquête n’aboutit pas et Barbara n’est pas retrouvée. Pendant trente ans, son frère, Thomas, haut fonctionnaire de la police d’ Hambourg va tout mettre en œuvre pour découvrir la vérité.  

## Distribution
- Matthias Brandt : Thomas Bethge (VF : Patrick Donnay)
- Karoline Schuch : Anne Bach (VF : Julie Dieu)
- Silke Bodenbender : Barbara Neder
- August Wittgenstein : Jan Gerke (VF : Alexandre Crepet)
- Nicholas Ofczarek : Robert Neder (VF : Thierry Janssen)
- Jenny Schily (de) : Marianne Bethge
- Hildegard Schmahl (de) : Erika Bethge
- Daniel Lommatzsch (de) : Hans Lingner
- Hanno Koffler : Jürgen Becker (VF : Philippe Allard)
- Mirco Kreibich (de) : Heiner Mertens
- Andreas Lust : Frank Behringer (VF : Philippe Résimont)
- Karsten Antonio Mielke (de) : Lohse (VF : Martin Spinhayer)
- Roman Knižka (de) : Randow
- Janina Fautz (de) : Theresa Neder
- Nadeshda Brennicke : Andrea Becker
- Pheline Roggan : Therapeutin
- Nikola Kastner : Rachel Hermes

## Liste des épisodes
1. La disparition (Das Verschwinden)
2. La force obscure (Die dunkle Kraft)
3. Double-Pont (Der Doppeldecker)
4. La promesse (Das Versprechen)
5. La chambre interdite (Das verbotene Zimmer)
6. Pour l'éternité (Für immer und ewig)

## La véritable histoire
La série s'inspire librement de faits réels : l'affaire restée non élucidée pendant près de trente ans des "Meurtres de Göhrde", survenus en 1989 dans la forêt de Göhrde, dans le land de Basse-Saxe à environ 60 kilomètres de Hambourg, et d'autres délits attribués au serial-killer Kurt-Werner Wichmann (de).  
Parallèlement à la série, le documentaire « Eiskalte Spur » (littéralement « Trace glaciale ») a été tourné sur la véritable affaire et les années de recherches de Wolfgang Sielaff (le personnage de Thomas dans la série) à la suite de la disparition de sa sœur Birgit Meier (le personnage de Barbara). Composé en trois parties, il a été réalisé par Björn Platz en 2019 et diffusé pour la première fois le 27 septembre 2019 sur la chaîne NDR. 
Par ailleurs, Netflix propose depuis le 26 novembre 2021 une mini-série de 4 épisodes sur l'élucidation de l'affaire : "Une vérité enfouie : La disparition de Birgit Meier". 
A l'instar du fait divers concernant le petit Grégory en France, cette affaire est très connue en Allemagne et a été régulièrement médiatisée pendant des années à chaque nouveau rebondissement au pays et à l'étranger ,,.

## Récompenses
La série a reçu plusieurs prix en Allemagne.
- Prix 2021 de la Télévision bavaroise de la Meilleure interprétation féminine pour Karoline Schuch
- Prix 2021 de l'Académie allemande pour la télévision du Meilleur réalisateur pour Sven Bohse (de)
- Prix 2021 de la Télévision Allemande des Meilleurs Costumes
- Prix 2021 de la Télévision Allemande du Meilleur Décor dans une fiction
- Prix 2021 de l'Académie allemande pour la télévision du Meilleur montage